# Civitanova del Sannio
Civitanova del Sannio là một đô thị ở tỉnh Isernia trong vùng Molise, có cự ly khoảng 25 km về phía tây bắc của Campobasso và khoảng 15 km về phía đông bắc của Isernia. Tại thời điểm ngày 31 tháng 12 năm 2004, đô thị này có dân số 931 và diện tích là 55,8 km².
Civitanova del Sannio giáp các đô thị: Bagnoli del Trigno, Chiauci, Duronia, Frosolone, Pescolanciano, Pietrabbondante, Poggio Sannita, Salcito, Sessano del Molise.